# Włoski Związek Sportów Zimowych
Włoski Związek Sportów Zimowych (wł. Federazione Italiana Sport Invernali) – włoskie stowarzyszenie kultury fizycznej pełniące rolę włoskiej federacji narodowej w biegach narciarskich, kombinacji norweskiej, narciarstwie alpejskim, narciarstwie dowolnym oraz skokach narciarskich.
Związek jest członkiem Międzynarodowej Federacji Narciarskiej (FIS). Do jego celów statutowych związku należy promowanie, organizowanie i rozwój narciarstwa we Włoszech m.in. poprzez szkolenia zawodników i instruktorów i organizację zawodów.